# Manuel Rui
Manuel Rui Alves Monteiro (Huambo, 4 de novembro de 1941) é um jurista, professor universitário, político, dramaturgo e escritor angolano. 
Escreve nos géneros ensaio, crónica, poesia, conto e romance, além de peças teatrais. Seus trabalhos são caracterizados pelo uso da ironia, da comédia e do humor, principalmente sobre o que ocorreu após a independência de Angola.

## Biografia
Manuel Rui Alves Monteiro nasceu na cidade do Huambo em 4 de novembro de 1941. Seu pai era um português que trabalhava como livreiro no Huambo, e sua mãe era filha de um português com uma angolana. Fez os seus estudos primários e secundários no Huambo.
Matriculou-se na Universidade de Coimbra, em Portugal, onde obteve a licenciatura em direito no ano de 1969. Praticou advocacia em Coimbra e Viseu durante a Guerra de Independência de Angola.
Enquanto estudante viveu na instituição Quimbo dos Sobas, onde só viviam angolanos. Nesta época conheceu o músico Ruy Mingas e reencontrou a professora e escritora Gabriela Antunes.
Em Coimbra, foi membro da redacção da revista Vértice, da direcção da Centelha Editora, onde publicou A Onda, em 1973, e colaborador do Centro de Estudos Literários da Associação Académica, atividades que marcam o início de sua carreira literária. Por sua escrita e militância poítica, foi preso em Portugal, e passou a ser fichado como subversivo e terrorista, sendo impedido de deixar o país.
Após a revolução de 25 de Abril de 1974, regressou a Angola, primeiramente para assumir como reitor da recém criada Universidade de Nova Lisboa (atual Universidade José Eduardo dos Santos). No período passa a escrever para o Diário de Luanda.
No processo de independência, em janeiro de 1975, tornou-se Ministro da Informação do Movimento Popular de Libertação de Angola (MPLA) no governo de transição estabelecido pelo Acordo do Alvor. Em agosto as funções de seu gabinete ficam resumidas aos membros do MPLA.
A partir de agosto foi designado por Lúcio Lara para coordenar os trabalhos de redação da Constituição Angolana de 1975, estabelecendo o escritório de trabalho da proposta de texto constituinte em sua própria casa em Luanda, delegando a mesma tarefa aos juristas Antonieta Coelho, Aníbal Espírito Santo, José Óscar Monteiro e Orlando Rodrigues, recebendo colaborações também de Lúcio Lara, Lopo do Nascimento, Saíde Mingas e Henrique Onambwé. Por outro lado, Diógenes Boavida ficou com a incumbência da Lei da Nacionalidade, com apoio dos juristas Antero de Abreu e Maria do Carmo Medina.
Na data da independência de Angola, entrega a letra da canção Angola Avante!, o Hino Nacional de Angola, que compôs juntamente com Ruy Mingas. Além deste, é autor também das letras da muito aclamada música de intervenção Meninos do Huambo, composta novamente em conjunto com Ruy Mingas, bem como do "Hino da Alfabetização", do "Hino da Agricultura", e da versão angolana d'A Internacional. Além disso, na data da independência nacional torna-se o Procurador-Geral do país.
Foi o primeiro representante de Angola na Organização da Unidade Africana e fez parte da delegação que pleiteou o reconhecimento do país perante a Organização das Nações Unidas. Foi ainda Director do Departamento de Orientação Revolucionária e do Departamento dos Assuntos Estrangeiros do MPLA.
Manuel Rui foi membro fundador da União dos Artistas e Compositores Angolanos, da União dos Escritores Angolanos e da Sociedade de Autores Angolanos.
No plano académico, Manuel Rui foi director da Faculdade de Letras do Lubango (atual Universidade Mandume ya Ndemufayo) e do Instituto Superior de Ciências da Educação da Huíla.
Voltou à sua escrita de crónicas nos jornais e revistas publicando no Jornal de Angola, em seguida no Jornal de Letras, Artes e Ideias, no Público — estes de Portugal —, e depois nos Cadernos do Terceiro Mundo — este editado no Brasil. Foi co-fundador das Edições Mar Além, editora da Revista de Cultura e Literatura dos Países Africanos de Língua Oficial Portuguesa (PALOP).

## Obras
As principais obras são:

### Poesia
- Manuel Rui (1967). Poesia Sem Notícias. Porto: [s.n.]
- Manuel Rui (1973). A Onda. Coimbra: Centelha
- Manuel Rui (1976). 11 Poemas em Novembro: Ano Um. Primeiro livro de poesia publicado em Angola após a independência. Luanda: UEA
- Manuel Rui (1977). 11 Poemas em Novembro: Ano Dois. Luanda: UEA
- Manuel Rui (1978). 11 Poemas em Novembro: Ano Três. Luanda: UEA
- Manuel Rui (1978). Agricultura. Luanda: Instituto Angolano do Livro
- Manuel Rui (1979). 11 Poemas em Novembro: Ano Quatro. Luanda: UEA
- Manuel Rui (1980). 11 Poemas em Novembro: Ano Cinco. Luanda: UEA
- Manuel Rui (1981). 11 Poemas em Novembro: Ano Seis. Luanda: UEA
- Manuel Rui (1984). 11 Poemas em Novembro: Ano Sete. Luanda: UEA
- Manuel Rui (1981). Assalto. Literatura infantil - Desenhos de Henrique Arede. Luanda: Instituto Nacional do Livro e do Disco
- Edição bilingue português-umbundu. Luanda: [s.n.] Em falta ou vazio |título= (ajuda)[16][17]
- Luanda: [s.n.] 2009 Em falta ou vazio |título= (ajuda)[18][19]

### Prosa
- Manuel Rui (1973). Regresso Adiado Lisboa. Inclui os contos: Mulato de Sangue Azul, O Aquário, Com ou Sem Pensão, Em Tempo de Guerra não se Limpam Armas e O Churrasco. [S.l.: s.n.] [20][21][22]
- Manuel Rui (1977). Sim Camarada!. Primeiro livro de ficção angolana publicado após a independência. Luanda: UEA

Integra os contos O Conselho, O Relógio, O Último Bordel, Duas Rainhas e Cinco Dias depois da Independência
- Manuel Rui (1977). A Caixa. Primeiro livro angolano de literatura infantil. Luanda: Conselho Nacional de Cultura
- Manuel Rui (1979). Cinco Dias depois da Independência. Publicado originalmente no livro Sim Camarada!, foi editado separadamente, em formato de bolso, na colecção 2K da União dos Escritores Angolanos. Luanda: UEA
- Manuel Rui (1980). Memória de Mar. Luanda: UEA
- Lisboa: [s.n.] 1982 Em falta ou vazio |título= (ajuda)[23][24]
- Luanda: UEA. 1989 Em falta ou vazio |título= (ajuda)[25]|id=}}
- Manuel Rui (1993). Um Morto & Os Vivos. Adaptado para a série O Comba da Televisão Pública de Angola. Lisboa: Edições Cotovia
- Lisboa: Edições Cotovia. 1997 Em falta ou vazio |título= (ajuda)[26]
- Manuel Rui (1998). Da Palma da Mão. Lisboa: Cotovia
- Manuel Rui (2001). Saxofone e Metáfora: Estórias. Lisboa: Cotovia. ISBN 972-795-012-4
- Luanda: Nzila. 2002 Em falta ou vazio |título= (ajuda)[27]|id=}}
- Manuel Rui (2002). Luanda: [s.n.] Em falta ou vazio |título= (ajuda)[28]
- Manuel Rui (2002). Luanda: [s.n.] Em falta ou vazio |título= (ajuda)[29]
- Manuel Rui (2003). Conchas e Búzios. Literatura infantil - Ilustrado por Malangatana. Luanda: Nzila
- Manuel Rui (2013). Conchas e Búzios. Literatura infantil - Ilustrado por Mauricio Negro. São Paulo: FTD
- Manuel Rui (2005). O Manequim e o Piano. Luanda: UEA
- Manuel Rui (2006). Estórias de Conversa. Reúne os contos: O Menino da Cachoeira, Curto Relato de um Feiticeiro, Desculpe, Tia!, O Telefone Celular e Isidoro e o Cabrito. Luanda: Nzila
- Luanda: [s.n.] 2007 Em falta ou vazio |título= (ajuda)[30][31]
- Manuel Rui (2009). Janela de Sónia. Luanda: UEA[19]

### Teatro
- Manuel Rui (1973). O Espantalho. Obra inspirada na tradição oral e representado por trabalhadores da construção civil da cidade do Lubango. [S.l.: s.n.]
- Manuel Rui (1985). Meninos de Huambo. [S.l.: s.n.]

## Uma citação
| “ | O que é preciso é que as contradições se agudizem e a aliança operário-camponesa tome de assalto este Palácio o mais depressa possível para o salto qualitativo. Chiça! Com salto e tudo? O camarada almoçou dicionário e se não é doutor herdou biblioteca. Vamos com calma! E o outro escapava-se no meio da multidão. | ” |
|   | — «O Conselho» in Sim Camarada!. |   |